# Фофановський
Фофановський (рос. Фофановский) — селище в Коноському районі Архангельської області Російської Федерації.
Населення становить 19 осіб. Входить до складу муніципального утворення Тавреньгське сільське поселення.

## Історія
Від 2004 року входить до складу муніципального утворення Тавреньгське сільське поселення.

## Населення
| 2002 | 2010 | 2012 |
| ---- | ---- | ---- |
| 51   | ↘22  | ↘19  |